# Jaime Portillo
Jaime Portillo (ur. 18 września 1947)- były salwadorski piłkarz, reprezentant kraju grający na pozycji napastnika. 

## Kariera klubowa
Jaime Portillo w czasie kariery piłkarskiej występował w klubie Alianza San Salvador.

## Kariera reprezentacyjna
Jaime Portillo grał w reprezentacji Salwadoru w siedemdziesiątych. W 1970 roku uczestniczył w Mistrzostwach Świata 1970. Na Mundialu w Meksyku wystąpił w spotkaniu z ZSRR. W 1972 roku uczestniczył w eliminacjach Mistrzostw Świata 1974.